# Здравко Мамић
Здравко Мамић (Бјеловар, 16. јул 1959) хрватски је фудбалски функционер, бивши извршни потпредседник и саветник фудбалског клуба Динамо Загреб.

## Биографија
Рођен је у Бјеловару. Пореклом је из села Зидине крај Томиславграда где му је рођен отац. Мамић је био јуниор ФК Динамо Загреб. Касније у фудбалу остаје као функционер. Генерални је директор Динама од 1992. до 1994, када су освојени првенставо 1993. и куп 1994.
Године 1995. директор је ФК Осијек у сезони када клуб први пут стиче право учествовања у Купу УЕФА. У сезони 1996. директор је сисачке Сегесте, а од 1997. до 1999. године директор је Кроације Сесвете.
Члан Извршног одбора ФК Динамо Загреб постаје 2000. године, а од 2003. године извршни је потпредседник. У његовом мандату Динамо Загреб осваја девет првенстава (2000, 2003, 2006, 2007–2012). а осам пута је освајао и хрватски куп (2001, 2002, 2004, 2007–2009, 2011. и 2012).
Здравко Мамић познат је по свом контроверзном понашању и честим вулгарним наступима.
2018. године проглашен је кривим за извлачење новца из Динама и наношење штете државном буџету и неправснажно осуђен на 6 и по година затвора. Дан пре изрицања пресуде напустио је Хрватску и настанио се у Босни и Херцеговини јер поседује и држављанство Босне и Херцеговине. Мамић је пресуду назвао лажном и најавио одбрану.